# Llista de topònims de Cervera de la Marenda
Llista de topònims (noms propis de lloc) de Cervera de la Marenda (Rosselló).
Informació actualitzada per un bot. Els canvis manuals es perdran quan s'actualitzi!

## cala
| imatge | Nom               | Ubicat a                                    | instància de | Detalls                | coordenades                                                   | Protecció | Commons (més fotos) | Dades a WD                    |
| ------ | ----------------- | ------------------------------------------- | ------------ | ---------------------- | ------------------------------------------------------------- | --------- | ------------------- | ----------------------------- |
|        | Ansa de Cervera   | Cervera de la Marenda                       | cala         | Llarg: 250m Ample: 22m | 42° 26′ 30″ N, 3° 09′ 57″ E / 42.44166°N,3.165904°E           |           |                     | Modifica les dades a Wikidata |
|        | Ansa de Perafita  | Cervera de la Marenda Banyuls de la Marenda | cala         | Llarg: 200m Ample: 50m | 42° 27′ 37″ N, 3° 09′ 25″ E / 42.460289°N,3.156989°E Perafita |           |                     | Modifica les dades a Wikidata |
|        | Ansa de Terrimbou | Cervera de la Marenda                       | cala         | Llarg: 40m Ample: 10m  | 42° 27′ 10″ N, 3° 09′ 35″ E / 42.452756°N,3.159586°E          |           |                     | Modifica les dades a Wikidata |

## cap
| imatge | Nom                 | Ubicat a              | instància de | Detalls | coordenades                                                      | Protecció | Commons (més fotos) | Dades a WD                    |
| ------ | ------------------- | --------------------- | ------------ | ------- | ---------------------------------------------------------------- | --------- | ------------------- | ----------------------------- |
|        | Cap Negre           | Cervera de la Marenda | cap          |         | 42° 26′ 21″ N, 3° 10′ 40″ E / 42.439167°N,3.177778°E             |           |                     | Modifica les dades a Wikidata |
|        | Cap de Canadells    | Cervera de la Marenda | cap          |         | 42° 26′ 52″ N, 3° 10′ 09″ E / 42.447889°N,3.169167°E             |           |                     | Modifica les dades a Wikidata |
|        | Cap de Cervera      | Cervera de la Marenda | cap          |         | 42° 26′ 22″ N, 3° 10′ 40″ E / 42.439305555556°N,3.17775°E 0 msnm |           |                     | Modifica les dades a Wikidata |
|        | Cap de Perafita     | Cervera de la Marenda | cap          |         | 42° 27′ 25″ N, 3° 10′ 03″ E / 42.456861°N,3.167611°E             |           |                     | Modifica les dades a Wikidata |
|        | Punta dels Aiguosos | Cervera de la Marenda | cap          |         | 42° 26′ 41″ N, 3° 10′ 09″ E / 42.444639°N,3.169139°E             |           |                     | Modifica les dades a Wikidata |

## collada
| imatge | Nom                | Ubicat a                      | instància de             | Detalls | coordenades                                               | Protecció | Commons (més fotos) | Dades a WD                    |
| ------ | ------------------ | ----------------------------- | ------------------------ | ------- | --------------------------------------------------------- | --------- | ------------------- | ----------------------------- |
|        | Coll de la Farella | Cervera de la Marenda Portbou | collada                  |         | 42° 26′ 08″ N, 3° 08′ 06″ E / 42.4356°N,3.13508°E         |           |                     | Modifica les dades a Wikidata |
|        | Coll dels Belitres | Cervera de la Marenda Portbou | collada port de muntanya |         | 42° 26′ 06″ N, 3° 09′ 35″ E / 42.435°N,3.15972°E 165 msnm |           | Coll dels Belitres  | Modifica les dades a Wikidata |
|        | Coll dels Frares   | Cervera de la Marenda Portbou | collada                  |         | 42° 26′ 07″ N, 3° 09′ 09″ E / 42.4353°N,3.1524°E          |           |                     | Modifica les dades a Wikidata |

## dolmen
| imatge | Nom                           | Ubicat a                      | instància de | Detalls            | coordenades                                                                                 | Protecció                                  | Commons (més fotos)          | Dades a WD                    |
| ------ | ----------------------------- | ----------------------------- | ------------ | ------------------ | ------------------------------------------------------------------------------------------- | ------------------------------------------ | ---------------------------- | ----------------------------- |
|        | dolmen de Coma Enestapera     | Cervera de la Marenda         | dolmen       | 4th millennium BCE | 42° 27′ 06″ N, 3° 08′ 36″ E / 42.451777777778°N,3.1433888888889°E fr:Coma Estapera 323 msnm | monument històric catalogat                | Dolmen de la Coma Enestapera | Modifica les dades a Wikidata |
|        | dolmen del Coll de la Farella | Cervera de la Marenda Portbou | dolmen       |                    | 42° 26′ 06″ N, 3° 07′ 47″ E / 42.43507°N,3.12973°E                                          | bé integrant del patrimoni cultural català | Coll de la Farella dolmen    | Modifica les dades a Wikidata |

## menhir
| imatge | Nom                | Ubicat a              | instància de | Detalls | coordenades                                                                  | Protecció | Commons (més fotos) | Dades a WD                    |
| ------ | ------------------ | --------------------- | ------------ | ------- | ---------------------------------------------------------------------------- | --------- | ------------------- | ----------------------------- |
|        | La Pedra Dreta     | Cervera de la Marenda | menhir       |         | 42° 26′ 31″ N, 3° 08′ 07″ E / 42.441805555556°N,3.1352222222222°E 179.6 msnm |           |                     | Modifica les dades a Wikidata |
|        | Menhir de Perafita | Cervera de la Marenda | menhir       |         | 42° 27′ 21″ N, 3° 09′ 34″ E / 42.455833333333°N,3.1594444444444°E 11.2 msnm  |           | Menhir de Perafita  | Modifica les dades a Wikidata |

## muntanya
| imatge | Nom              | Ubicat a                                            | instància de | Detalls | coordenades                                                            | Protecció | Commons (més fotos) | Dades a WD                    |
| ------ | ---------------- | --------------------------------------------------- | ------------ | ------- | ---------------------------------------------------------------------- | --------- | ------------------- | ----------------------------- |
|        | Pica Rodona      | Cervera de la Marenda Portbou                       | muntanya     |         | 42° 26′ 07″ N, 3° 09′ 09″ E / 42.43521639°N,3.1524625°E 344 msnm       |           |                     | Modifica les dades a Wikidata |
|        | Puig Joan        | Banyuls de la Marenda Cervera de la Marenda         | muntanya     |         | 42° 27′ 16″ N, 3° 08′ 11″ E / 42.454533333333°N,3.136325°E             |           |                     | Modifica les dades a Wikidata |
|        | Puig de Cervera  | Portbou Cervera de la Marenda                       | muntanya     |         | 42° 26′ 07″ N, 3° 10′ 15″ E / 42.435216°N,3.170752°E 207 msnm          |           | Puig de Cervera     | Modifica les dades a Wikidata |
|        | Puig de Querroig | Portbou Banyuls de la Marenda Cervera de la Marenda | muntanya     |         | 42° 26′ 18″ N, 3° 07′ 15″ E / 42.4382628983°N,3.12092853859°E 672 msnm |           | Querroig            | Modifica les dades a Wikidata |
|        | Puig de l'Àliga  | Cervera de la Marenda Portbou                       | muntanya     |         | 42° 26′ 08″ N, 3° 07′ 24″ E / 42.435543°N,3.123349°E 527 msnm          |           |                     | Modifica les dades a Wikidata |
|        | Puig dels Frares | Cervera de la Marenda                               | muntanya     |         | 42° 26′ 09″ N, 3° 09′ 07″ E / 42.435833°N,3.151806°E                   |           |                     | Modifica les dades a Wikidata |

## port de muntanya
| imatge | Nom                | Ubicat a                                    | instància de     | Detalls | coordenades                                                 | Protecció | Commons (més fotos) | Dades a WD                    |
| ------ | ------------------ | ------------------------------------------- | ---------------- | ------- | ----------------------------------------------------------- | --------- | ------------------- | ----------------------------- |
|        | Coll d'en Barceló  | Cervera de la Marenda                       | port de muntanya |         | 42° 26′ 55″ N, 3° 09′ 14″ E / 42.4486°N,3.1539°E 147.1 msnm |           |                     | Modifica les dades a Wikidata |
|        | Coll de Barlanda   | Cervera de la Marenda                       | port de muntanya |         | 42° 27′ 08″ N, 3° 08′ 07″ E / 42.4522°N,3.1353°E 406.4 msnm |           |                     | Modifica les dades a Wikidata |
|        | Coll de Cervera    | Banyuls de la Marenda Cervera de la Marenda | port de muntanya |         | 42° 27′ 00″ N, 3° 07′ 48″ E / 42.4499°N,3.13°E              |           |                     | Modifica les dades a Wikidata |
|        | Coll de les Portes | Banyuls de la Marenda Cervera de la Marenda | port de muntanya |         | 42° 26′ 44″ N, 3° 07′ 19″ E / 42.445556°N,3.122028°E        |           |                     | Modifica les dades a Wikidata |
|        | Coll de les Preses | Cervera de la Marenda                       | port de muntanya |         | 42° 26′ 10″ N, 3° 09′ 49″ E / 42.4362°N,3.1637°E            |           |                     | Modifica les dades a Wikidata |
|        | Coll del Canyer    | Cervera de la Marenda                       | port de muntanya |         | 42° 26′ 35″ N, 3° 08′ 33″ E / 42.4431°N,3.1426°E            |           |                     | Modifica les dades a Wikidata |
|        | Coll del Llipoter  | Banyuls de la Marenda Cervera de la Marenda | port de muntanya |         | 42° 26′ 44″ N, 3° 07′ 19″ E / 42.4456°N,3.122°E             |           |                     | Modifica les dades a Wikidata |
|        | Coll del Pinyer    | Banyuls de la Marenda Cervera de la Marenda | port de muntanya |         | 42° 27′ 14″ N, 3° 08′ 20″ E / 42.454°N,3.1389°E             |           |                     | Modifica les dades a Wikidata |
|        | Collada Gran       | Banyuls de la Marenda Cervera de la Marenda | port de muntanya |         | 42° 27′ 02″ N, 3° 07′ 52″ E / 42.4506°N,3.1312°E            |           |                     | Modifica les dades a Wikidata |

## Misc
| imatge | Nom                                            | Ubicat a                                                                   | instància de                                                                     | Detalls | coordenades | Protecció                                                    | Commons (més fotos)                            | Dades a WD                    |
| ------ | ---------------------------------------------- | -------------------------------------------------------------------------- | -------------------------------------------------------------------------------- | --- | --- | ------------------------------------------------------------ | ---------------------------------------------- | ----------------------------- |
|        | Belvédère du Rayon Vert                        | Cervera de la Marenda                                                      | immoble de renda                                                                 | Arquitecte: Léon Baille Estil: Streamline Moderne 1928 Anomenat per: raig verd                                     | 42° 26′ 38″ N, 3° 10′ 03″ E / 42.4439°N,3.1674°E fr:avenue de la Côte Vermeille                                                       | monument històric inventariat marca «Patrimoni del segle XX» | Palace of Belvédère du Rayon Vert              | Modifica les dades a Wikidata |
|        | Bosc Estatal de Cervera de la Marenda          | Cervera de la Marenda                                                      | bosc estatal                                                                     | | |                                                              |                                                | Modifica les dades a Wikidata |
|        | Caseta dels Alemanys                           | Cervera de la Marenda                                                      | búnquer                                                                          | | 42° 26′ 07″ N, 3° 10′ 16″ E / 42.43525198760549°N,3.170985811502577°E                                                                 |                                                              | Caseta dels alemanys (Cervera de la Marenda)   | Modifica les dades a Wikidata |
|        | Castell de Querroig                            | Portbou Cervera de la Marenda Banyuls de la Marenda                        | castell torre ruïnes de castell transborder building                             | Estil: arquitectura popular Estat: ruïnós                                                                          | 42° 26′ 17″ N, 3° 07′ 15″ E / 42.438055555556°N,3.1208333333333°E 670 msnm                                                            | monument històric inventariat bé cultural d'interès nacional | Castell de Querroig                            | Modifica les dades a Wikidata |
|        | Costa Vermella                                 | Argelers Banyuls de la Marenda Cotlliure Portvendres Cervera de la Marenda | zona litoral                                                                     | Anomenat per: vermeil                                                                                              | 42° 30′ 00″ N, 3° 08′ 00″ E / 42.5°N,3.13333333°E                                                                                     |                                                              | Côte Vermeille                                 | Modifica les dades a Wikidata |
|        | Cova Foradada                                  | Cervera de la Marenda                                                      | cova                                                                             | | 42° 26′ 06″ N, 3° 10′ 27″ E / 42.435064°N,3.174277°E                                                                                  |                                                              |                                                | Modifica les dades a Wikidata |
|        | Estació de Cervera de la Marenda               | Cervera de la Marenda                                                      | estació de ferrocarril estació de canvi de via estació de ferrocarril fronterera | | 42° 26′ 30″ N, 3° 09′ 48″ E / 42.441544°N,3.163356°E fr:Avinguda de Pierre Semard 66290 Cerbère 21 msnm                               |                                                              | Gare de Cerbère                                | Modifica les dades a Wikidata |
|        | La Transfiguració del Sant Salvador de Cervera | Cervera de la Marenda                                                      | església parroquial                                                              | Estil: neogòtic 1885 Anomenat per: transfiguració de Jesús Dedicat a: transfiguració de Jesús                      | 42° 26′ 26″ N, 3° 09′ 56″ E / 42.440416666667°N,3.1656944444444°E 15.2 msnm                                                           |                                                              | Église de Cerbère                              | Modifica les dades a Wikidata |
|        | Mas Nadal                                      | Cervera de la Marenda                                                      | assentament humà                                                                 | | 42° 26′ 48″ N, 3° 09′ 51″ E / 42.446667°N,3.164111°E                                                                                  |                                                              |                                                | Modifica les dades a Wikidata |
|        | Perafita                                       | Cervera de la Marenda                                                      | vilatge                                                                          | | 42° 27′ 34″ N, 3° 09′ 21″ E / 42.459583°N,3.155889°E                                                                                  |                                                              |                                                | Modifica les dades a Wikidata |
|        | Reserva Natural Marina de Cervera - Banyuls    | Banyuls de la Marenda Cervera de la Marenda                                | reserva natural nacional àrea protegida                                          | 1974-02-26 1974 Superfície: 650ha                                                                                  | 42° 28′ 18″ N, 3° 09′ 53″ E / 42.471666666667°N,3.1647222222222°E                                                                     |                                                              | Réserve naturelle nationale de Cerbère-Banyuls | Modifica les dades a Wikidata |
|        | Sant Salvador de Cervera                       | Cervera de la Marenda                                                      | església                                                                         | | 42° 26′ 24″ N, 3° 07′ 42″ E / 42.439888888889°N,3.12825°E Catalunya del Nord 368.7 msnm                                               |                                                              |                                                | Modifica les dades a Wikidata |
|        | antiga duana                                   | Cervera de la Marenda                                                      | edifici                                                                          | | 42° 26′ 06″ N, 3° 09′ 28″ E / 42.43512130368328°N,3.157678842544556°E                                                                 |                                                              |                                                | Modifica les dades a Wikidata |
|        | casa de la vila de Cervera de la Marenda       | Cervera de la Marenda                                                      | instal·lació Ús: seu del govern local                                            | | 42° 26′ 31″ N, 3° 09′ 56″ E / 42.4420061457881°N,3.16542292623154°E fr:23 AV GENERAL DE GAULLE, 66290 CERBERE                         |                                                              | Town hall of Cerbère                           | Modifica les dades a Wikidata |
|        | far del cap de Cervera                         | Cervera de la Marenda                                                      | far                                                                              | Alt: 10m | 42° 26′ 22″ N, 3° 10′ 36″ E / 42.4394°N,3.17667°E                                                                                     |                                                              | Cap Cerbère Lighthouse                         | Modifica les dades a Wikidata |
|        | platja de Perafita                             | Cervera de la Marenda Banyuls de la Marenda                                | platja                                                                           | | 42° 27′ 36″ N, 3° 09′ 26″ E / 42.46013°N,3.1572°E                                                                                     |                                                              |                                                | Modifica les dades a Wikidata |
|        | port de Cervera de la Marenda                  | Cervera de la Marenda                                                      | instal·lació esportiva                                                           | | 42° 26′ 31″ N, 3° 10′ 02″ E / 42.44183°N,3.16714°E fr:AVENUE DU GENERAL DE GAULLE CAPITAINERIE SOCIETE NAUTIQUE LE PORT 66290 Cerbère |                                                              | Port of Cerbère                                | Modifica les dades a Wikidata |
|        | túnel dels Belitres                            | Portbou Cervera de la Marenda                                              | túnel ferroviari                                                                 | 1876 Travessa: Coll dels Belitres Hi passa: Línia de Narbona a Portbou línia Barcelona-Girona-Portbou Llarg: 1064m | 42° 25′ 47″ N, 3° 09′ 28″ E / 42.429687°N,3.157819°E                                                                                  |                                                              | Tunnel des Balitres                            | Modifica les dades a Wikidata |